# Sag My Pants
«Sag My Pants» — другий сингл з другого студійного альбому американського репера Hopsin RAW, виданий 8 жовтня 2010 р. У пісні виконавець дисить мейнстримових реперів (Lil Wayne, Soulja Boy, Дрейка, Лупе Фіаско й Ріка Росса), висловлює невдоволення своїм становищем у реп-індустрії та діями свого колишнього лейблу Ruthless Records, зокрема його власниці Томіки Райт. На трек існує відеокліп.

## Сертифікації
| Країна | Сертифікація | Наклад   |
| ------ | ------------ | -------- |
| США    | Золотий      | 500 тис. |